# Jason Voorhees
Pour les articles homonymes, voir Jason (homonymie) et Voorhees.
 (avril 2012).
Jason Voorhees est un personnage fictif né avec une tête hydrocéphale adapté au cinéma par Victor Miller, Ron Kurz, Sean S. Cunningham et Tom Savini dans le film Vendredi 13 réalisé par Sean S. Cunningham en 1980. Il est le fils d'une cuisinière du camp Crystal Lake et devenu meurtrier. Jason Voorhees a également été représenté dans de nombreux romans, bandes dessinées, et un crossover avec un autre personnage des films d'horreur, Freddy Krueger.
Si Jason est présent dans tous les films de la série, il ne fait que de très brèves apparitions dans le premier et le cinquième opus. Le célèbre masque de hockey n'apparaît qu'à partir du troisième film. Jason meurt dans le quatrième et revient sous la forme d'un mort-vivant au sixième, soit à la moitié de la saga.

## Biographie fictive

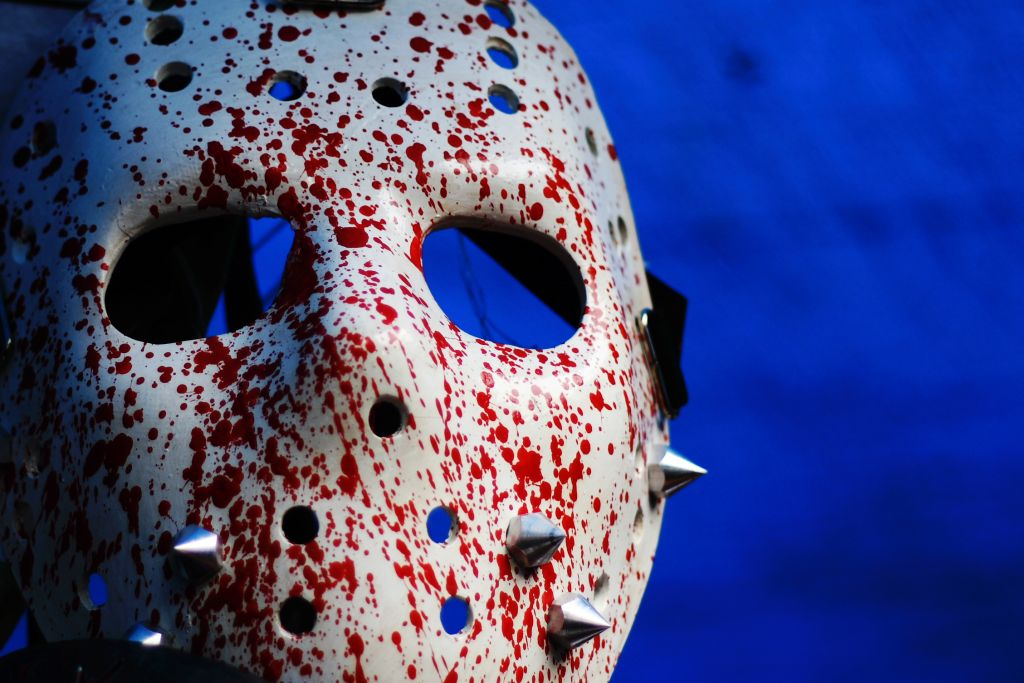
Masque de Jason.

Le vendredi 13 juin 1946, Jason Voorhees voit le jour avec une paralysie faciale périphérique du côté droit de son visage, ce qui fera fuir son père Elias. Jason est donc élevé par sa mère Pamela Voorhees (en). Durant l'été 1957, Pamela part travailler comme cuisinière dans une colonie de vacances appelée « Camp Crystal Lake » avec son fils. Tandis que celui-ci est malmené par les autres enfants dont il est le souffre-douleur, il glisse et tombe à l'eau. Les moniteurs responsables de lui ne l'ont pas secouru car ils étaient en train de copuler. Jason, ne sachant pas nager, s'est noyé. L'année suivante, ce même couple de moniteurs fut retrouvé assassiné et la colonie ferma. Le meurtrier s'avéra être Pamela Voorhees, qui s'est vengée en tuant le couple responsable de la noyade de son fils. Entre 1957 et 1979, on déplora d'inexplicables feux de forêt, et en 1962, la colonie, qui devait originellement être rouverte au public, fut à nouveau fermée à la suite d'une mystérieuse pollution de l'eau.
En 1979, des moniteurs qui rénovent le camp en vue de sa réouverture sont assassinés par Pamela Voorhees, revenue venger la mort de son fils, et qui en outre déteste le camp depuis le drame. Elle ignore que Jason est toujours en vie et qu'il a grandi dans sa folie, caché dans une petite cabane dans les bois de Crystal Lake et où il vit comme une bête sauvage, se nourrissant d'herbes et d'animaux sauvages à la suite du traumatisme de sa quasi-noyade. Pamela finira décapitée par Alice, unique survivante du massacre. Jason, caché derrière un arbre, sera témoin du meurtre de sa mère.
Deux mois plus tard, Alice est assassinée chez elle par Jason qui a quitté Crystal Lake pour venger sa mère puis repart au camp. Il s'en prend dès lors à quiconque ayant le malheur d'aller à Crystal Lake qu'il considère comme son territoire. Il se servira d'une machette, l'arme qui tua sa mère, et arborera d'abord un vulgaire sac à patates troué, qu'il échangera avec le masque de hockey d'un adolescent pour cacher sa malformation faciale.
Présumé mort noyé en 1957 à 11 ans, aperçu toujours en vie en 1979, à partir de ce moment débute une série de meurtres signés Jason Voorhees. Il sera déclaré mort en 1984. Mais en 1986, Jason revient à la vie, devenu un mort-vivant. Le camp maudit de Crystal Lake ne connaîtra plus jamais de repos.

### Arbre généalogique
|                          |                          |                          |                          |                          |                          | Elias Voorhees         | Elias Voorhees         | Elias Voorhees         | Elias Voorhees         | Elias Voorhees         | Elias Voorhees         |                |                |                |                |                |                | Pamela Voorhees | Pamela Voorhees | Pamela Voorhees | Pamela Voorhees | Pamela Voorhees | Pamela Voorhees |                  |                |                |                |                |                | Mr. Kimble | Mr. Kimble | Mr. Kimble | Mr. Kimble | Mr. Kimble | Mr. Kimble |  |  |  |  |  |  |  |  |  |  |  |  |  |  |
|                          |                          |                          |                          |                          |                          | Elias Voorhees         | Elias Voorhees         | Elias Voorhees         | Elias Voorhees         | Elias Voorhees         | Elias Voorhees         |                |                |                |                |                |                | Pamela Voorhees | Pamela Voorhees | Pamela Voorhees | Pamela Voorhees | Pamela Voorhees | Pamela Voorhees |                  |                |                |                |                |                | Mr. Kimble | Mr. Kimble | Mr. Kimble | Mr. Kimble | Mr. Kimble | Mr. Kimble |  |  |  |  |  |  |  |  |  |  |  |  |  |  |
|                          |                          |                          |                          |                          |                          |                        |                        |                        |                        |                        |                        |                |                |                |                |                |                |                 |                 |                 |                 |                 |                 |                  |                |                |                |                |                |            |            |            |            |            |            |  |  |  |  |  |  |  |  |  |  |  |  |  |  |
| London Jefferson (roman) | London Jefferson (roman) | London Jefferson (roman) | London Jefferson (roman) | London Jefferson (roman) | London Jefferson (roman) |                        |                        |                        |                        |                        |                        | Jason Voorhees | Jason Voorhees | Jason Voorhees | Jason Voorhees | Jason Voorhees | Jason Voorhees |                 |                 |                 |                 |                 |                 | Diana Kimble     | Diana Kimble   | Diana Kimble   | Diana Kimble   | Diana Kimble   | Diana Kimble   |            |            |            |            |            |            |  |  |  |  |  |  |  |  |  |  |  |  |  |  |
| London Jefferson (roman) | London Jefferson (roman) | London Jefferson (roman) | London Jefferson (roman) | London Jefferson (roman) | London Jefferson (roman) |                        |                        |                        |                        |                        |                        | Jason Voorhees | Jason Voorhees | Jason Voorhees | Jason Voorhees | Jason Voorhees | Jason Voorhees |                 |                 |                 |                 |                 |                 | Diana Kimble     | Diana Kimble   | Diana Kimble   | Diana Kimble   | Diana Kimble   | Diana Kimble   |            |            |            |            |            |            |  |  |  |  |  |  |  |  |  |  |  |  |  |  |
|                          |                          |                          |                          |                          |                          |                        |                        |                        |                        |                        |                        |                |                |                |                |                |                |                 |                 |                 |                 |                 |                 |                  |                |                |                |                |                |            |            |            |            |            |            |  |  |  |  |  |  |  |  |  |  |  |  |  |  |
|                          |                          |                          |                          |                          |                          | Free Jefferson (roman) | Free Jefferson (roman) | Free Jefferson (roman) | Free Jefferson (roman) | Free Jefferson (roman) | Free Jefferson (roman) |                |                |                |                |                |                |                 |                 |                 |                 |                 |                 | Jessica Kimble   | Jessica Kimble | Jessica Kimble | Jessica Kimble | Jessica Kimble | Jessica Kimble |            |            |            |            |            |            |  |  |  |  |  |  |  |  |  |  |  |  |  |  |
|                          |                          |                          |                          |                          |                          | Free Jefferson (roman) | Free Jefferson (roman) | Free Jefferson (roman) | Free Jefferson (roman) | Free Jefferson (roman) | Free Jefferson (roman) |                |                |                |                |                |                |                 |                 |                 |                 |                 |                 | Jessica Kimble   | Jessica Kimble | Jessica Kimble | Jessica Kimble | Jessica Kimble | Jessica Kimble |            |            |            |            |            |            |  |  |  |  |  |  |  |  |  |  |  |  |  |  |
|                          |                          |                          |                          |                          |                          |                        |                        |                        |                        |                        |                        |                |                |                |                |                |                |                 |                 |                 |                 |                 |                 | Stéphanie Kimble |                |                |                |                |                |            |            |            |            |            |            |  |  |  |  |  |  |  |  |  |  |  |  |  |  |

## Description

### Physique

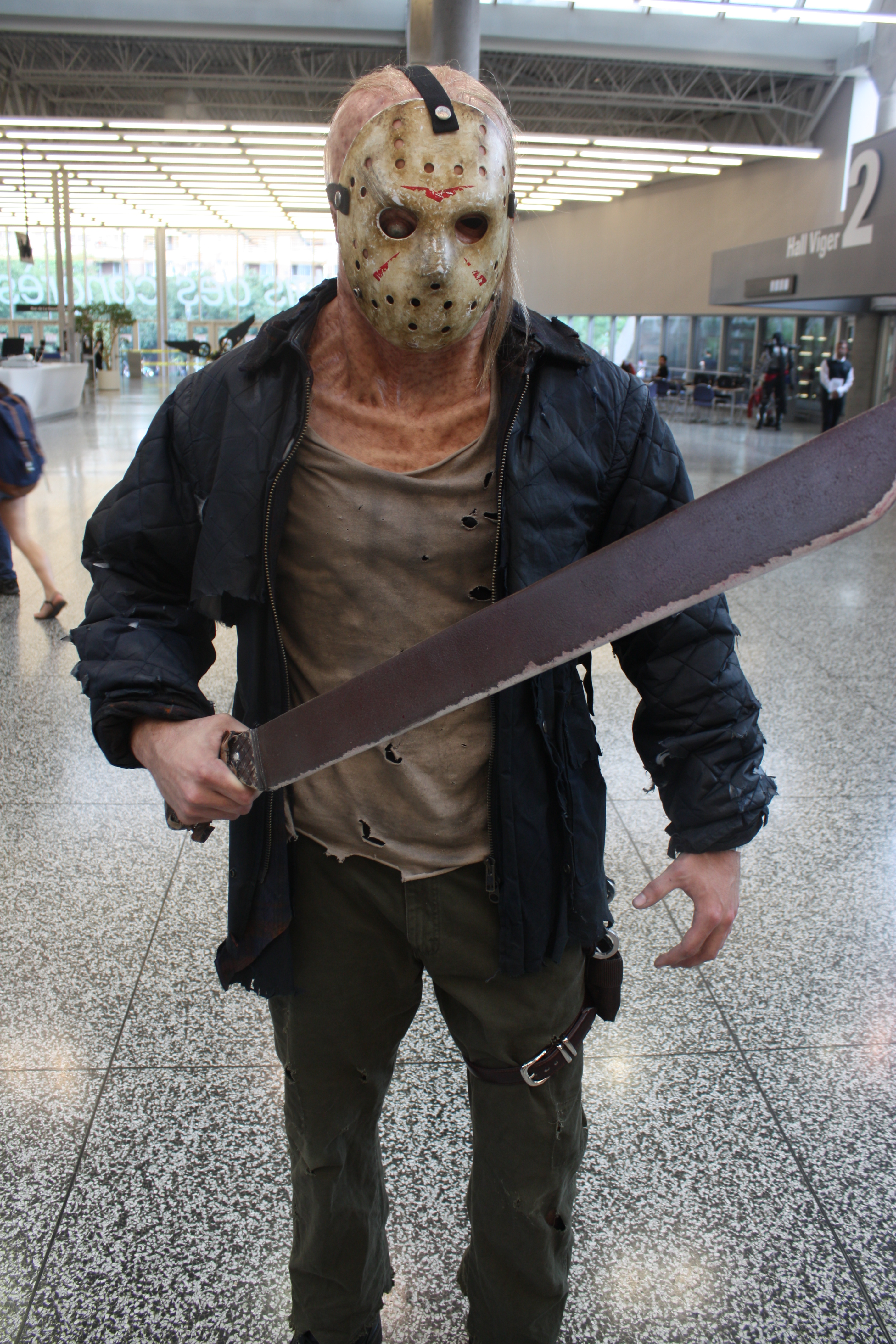
Cosplay de Json.

Jason est un colosse, grand et costaud, il a un œil dévié et une tête hydrocéphale qu'il cache continuellement, sauf dans un seul épisode (Vendredi 13 de Sean. Sexton. Cunningham) Jason a des cheveux uniquement dans 'Jason le Mort-Vivant' Le Tueur du vendredi, Jason X, et dans le remake du premier film. Ensuite il sera chauve avec quelques touffes de cheveux clairsemées.
Dans Le Tueur du vendredi, il est affublé d'un sac de patates comme Elephant Man, avec un trou pour un œil, qu'il quitte pour le fameux masque de hockey à partir de Meurtres en 3 dimensions. Jason porte des chemises, une à carreaux dans Le Tueur du vendredi et ensuite, des chemises de couleurs foncées. Il porte souvent des bleus de travail ou des vestes usagées. De temps en temps, il est muni de gants. Dans le film Jason X, il est transformé au cours du film en Uber-Jason, après avoir été reconstitué, son corps est fait d'un alliage de métal et de sa peau, son masque de hockey devenant un masque futuriste.

### Personnalité

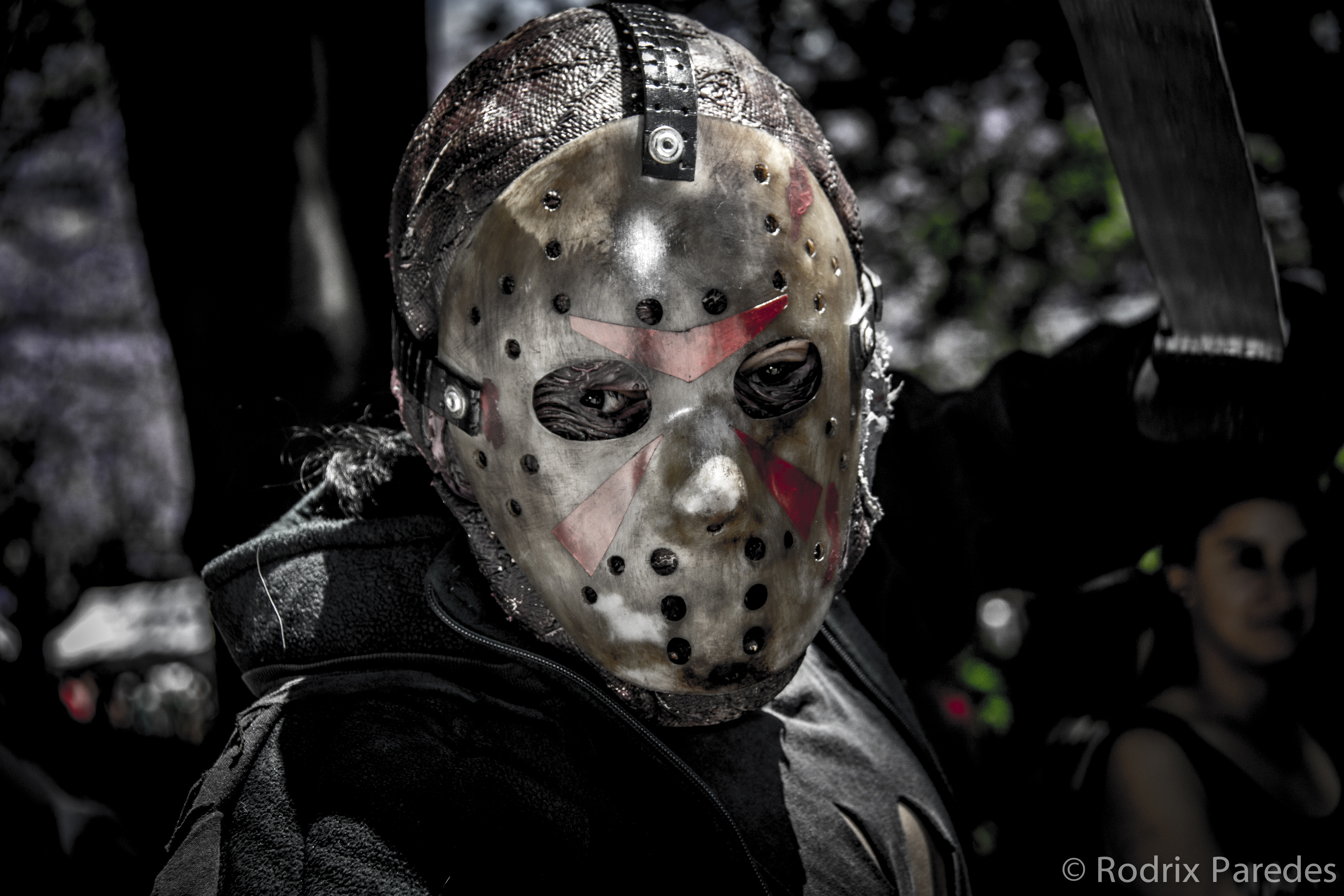
Cosplay de Jason.

Il est déterminé et bourru. Quand il traque, c'est jusqu'à la mort. Il ne parle jamais mais on peut entendre son souffle. On peut l'entendre crier lorsqu'une adolescente lui plante un couteau dans la cuisse dans Meurtres en 3 dimensions et même des sortes de grognements dans Jason va en enfer. Jason parle exceptionnellement quand il possède le policier dans Jason va en enfer.
Ses émotions sont en grande partie montrées par des plans très rapprochés de son unique œil valide.
Dans Freddy contre Jason, il est dit que Jason fait des rêves et même qu'il a conservé des souvenirs. Freddy Krueger découvre alors que Jason est effrayé par l'eau, rapport à sa noyade. Ce qui contredit les épisodes précédents, en particulier Vendredi 13 : Chapitre final où Jason tue Samantha, une adolescente, alors qu'elle se trouve sur un bateau gonflable au milieu du lac en venant à elle en nageant sous l'eau. Et, dans ce même film, quelques minutes plus tard, il tue Paul, le petit ami de cette dernière en se cachant sous le ponton, donc dans l'eau. Aussi, dans le chapitre 6, Jason va au fond du lac pour attraper Tommy sur une barque, et dans le chapitre 7, Jason va au fond du lac pour noyer une fille. Ce n'est qu'à la fin du chapitre 8 qu'il aurait développé sa phobie de l'eau en croyant se noyer dans les égouts de Manhattan (et se transformant en enfant, ce qui fait écho à Freddy contre Jason).
Dans le remake de Vendredi 13 de 2009 se trouve un Jason plus humain mais aussi plus intelligent que dans les épisodes précédents. Il met en place un système souterrain dans lequel il semble vivre où sont reliés plusieurs pisteurs fabriqués avec des clochettes et des ficelles. Il utilise également des pièges à loup pour attraper ses victimes, chose qu'il ne faisait pas auparavant. Jason est également un tireur d'élite car il utilise un arc pour tuer une personne qui fait du bateau à moteur (d'ailleurs, au début du film, on peut remarquer une coupe de tir à l'arc dans sa chambre infantile, ce qui prouve que Jason est très doué pour tirer avec un arc). Dans ce même film, une vieille habitante de Crystal Lake met en garde un des héros, lui disant de rester loin du camp car « il veut qu'on lui foute la paix », montrant ainsi que les locaux semblent connaître Jason et que celui-ci semble tuer pour défendre son territoire.

### Armes
L'arme de prédilection de Jason est une machette. Sur la plupart des jaquettes des différents films de la saga, on peut voir Jason tenir sa fameuse machette. Dans Freddy contre Jason, celui-ci utilise cette arme pendant quasiment tout le film.
Jason manie également de temps en temps d'autres objets, mais il tue avec tout ce qu'il peut utiliser allant même jusqu'à tuer à mains nues. Dans les films de la série, Jason se sert de tous les objets qui lui passent entre les mains, généralement très coupants ou pointus tels qu'une hache, un javelot, un arc et des flèches, une fourche, mais aussi d'autres objets tels qu'une aiguille à tricoter, un tire-bouchon, un tournevis, etc.

### Pouvoirs
D'une manière générale, Jason est un revenant, à ne pas confondre avec un zombie, les zombies sont des morts dépourvus d'intelligence qui se déplacent pour se nourrir, alors que les revenants ont un esprit, et parfois même une mission à accomplir (Eric Draven de The Crow est lui aussi un revenant). Jason venge en permanence sa mère qui a été tuée par les moniteurs du camp Crystal Lake, c'est d'ailleurs en se faisant passer pour sa mère que Freddy se servira de lui dans Freddy contre Jason.
Avec tout ce que cela inclut, il ne ressent pas la douleur, ni la peur, il est quasiment immortel et est capable de ressusciter (ce qui est intéressant quand on sait qu'il meurt dans au moins quatre films). C'est une machine à tuer parfaite et agile (il court, nage, saute, et arrive de temps en temps à élaborer de petites stratégies, comme se cacher ou étrangler quelqu'un, sa vraie spécialité étant d'utiliser les éléments du décor). Jason a le chic pour se retrouver dans des granges ou des cabanons de pêcheurs avec tous les objets possibles et imaginables.
Typique chez les morts-vivants, Jason possède une force surdéveloppée car, comme il ne réfléchit pas, il ne maîtrise pas la force qu'il met dans un effort et se sert systématiquement de toute sa puissance, que ce soit pour ouvrir une porte, taper avec sa machette ou étrangler quelqu'un. Cela explique aussi le grand nombre de dégâts que Jason fait sur son passage. Il est quasiment impossible de l'arrêter, cependant, il est possible de le troubler momentanément par un déguisement, on a par exemple pu voir un enfant se tondre le crâne afin de ressembler à Jason enfant, ou encore une jeune fille enfiler un vieux pull de la mère de Jason afin de se faire passer pour elle. Mais, ces stratagèmes ne tiennent que le temps que Jason comprenne la supercherie, en général pas très longtemps, mais assez pour le stopper, ou s'enfuir.

## Autour du personnage
- Existant depuis les années 1980 dans l'histoire du cinéma, Jason est devenu une grande figure de l'histoire du cinéma d'horreur, ainsi qu'une icône pour beaucoup de personnes dans le monde. Selon un sondage américain, Jason est l'un des tueurs les plus aimés de la planète, tant à cause de son apparence et de ses facultés à tuer qu'à cause de son énorme puissance et de son immortalité, surpassant même son rival Freddy Krueger.
- Dans l'épisode 9 de la saga, on apprend l'existence de Diana Voorhees, la sœur de Jason. Ce dernier la tue dans le but de se réincarner. Une fois ce fratricide commis, il tentera de tuer Jessica, la fille de Diana et donc sa propre nièce.
- Une rencontre avec Freddy Krueger était originellement planifiée dans Vendredi 13 : Un nouveau défi, mais l'idée fut abandonnée. En hommage à cette idée, les producteurs ont décidé de faire un clin d’œil à la fin de Jason va en enfer, où on peut voir le gant de Freddy sortir de terre et attraper le masque de Jason pour l'emmener sous terre. Après de nombreux problèmes de scénario, il faudra attendre 2003 pour voir la confrontation entre les deux icônes de l'horreur, dans Freddy contre Jason.
- Dans Jason va en enfer, le nom de celui-ci est mal orthographié sur la boite aux lettres de la maison des Voorhees: on peut y lire Vorhees.
- Dans les bonus du DVD du premier film, on apprend que Vendredi 13 est le premier film d'horreur de l'histoire à avoir utilisé le célèbre « Ki Ki Ki Ma Ma Ma », un bruit de fond qui souligne les passages où Jason prend quelqu'un en filature. Il s'agit d'un bruitage aujourd'hui réutilisé à outrance dans divers films d'horreur où des téléfilms avec des serial killers. Pour l'anecdote, ce bruit a été découvert par hasard par le compositeur Harry Manfredini, également ingénieur du son, à partir de la voix de la mère de Jason; il reprend le début du mot Kill et Mommy de la réplique de Betsy Palmer "Kill her Mommy" (Ki-Ki-Ki Ma-Ma-Ma). L'origine de ce bruit est expliqué dans les bonus du DVD. Ce bruit particulier est bien entendu présent dans toute la saga.
- L'idée du masque de hockey n'intervient que tardivement dans la saga puisque Jason ne le porte qu'à partir du troisième film (dans le précédent, il dissimulait son visage monstrueux sous un vulgaire sac à pommes de terre, avec un trou pour un œil). Particulièrement bien accueillie par le public, cette innovation apporte soudain une distinction toute spéciale au tueur pour qui le masque devient alors l'emblème incontournable.
- Dans le remake de 2009, Jason utilise un sac à patates au début du film pour couvrir son visage puis trouve un masque de hockey dans une grange.
- Dans Vendredi 13 : Chapitre final, une scène se passe où un adolescent prend une douche. On entend un craquement et la caméra change pour une caméra plus vieille, qui donne un rendu différent et nous donne le point de vue de Jason. Jason tuera l'adolescent quelques secondes plus tard. La caméra originale du film revient à la scène suivante. Cette scène est inspirée du film Halloween, la nuit des masques, où la caméra partage le point de vue du jeune Michael Myers avec son masque  avant qu'il n'assassine sa grande sœur Judith Myers à coups de couteau de cuisine. La caméra prendra un point de vue traditionnel dès que, lorsque Michael sort de sa maison, son père qui vient de descendre de voiture lui retire son masque.
- Le personnage de Jason a influencé les méchants des films d'horreur tels que Cropsey, Angela Baker, Victor Crowley, ou encore Trevor Moorehouse.

## Films
- Vendredi 13 (Friday the 13th, Sean S. Cunningham, 1980) avec Ari Lehman. Édité en DVD et BLU-RAY par Warner, sorti le 15 octobre 2003, le 11 août 2009 et le 21 octobre 2009.
- Vendredi 13 II : Le Tueur du vendredi (Friday the 13th part 2, Steve Miner, 1981) avec Warrington Gillette. Les chapitres 2 à 8 sont édités en DVD par Paramount, sorti le 5 décembre 2002 et en édition remasterisée (chapitre 2 et 3) + quelques bonus + BLU-RAY le 13 mars 2009.
- Vendredi 13 III : Meurtres En 3 Dimensions (Friday the 13th, part 3 in 3D, Steve Miner, 1982) avec Richard Brooker. Édité en DVD sous le titre Vendredi 13 Chapitre III : Le tueur du vendredi II.
- Vendredi 13 IV : Chapitre final (Friday, the 13th : The Final Chapter, Joseph Zito, 1984) avec Ted White
- Vendredi 13 V : Une Nouvelle terreur (Friday the 13th : A New Beginning, Danny Steinmann, 1985) avec Tom Morga
- Vendredi 13 VI : Jason le mort-vivant (Friday, the 13th, Part VI: Jason Lives, Tom Mc Lauglhlin, 1986) avec C.J. Graham
- Vendredi 13 VII : Un nouveau défi (Friday the 13th Part VII: The New Blood, John Carl Buechler, 1988) avec Kane Hodder
- Vendredi 13 VIII : L'Ultime retour (Friday the 13th Part VIII: Jason Takes Manhattan, Bob Hedden, 1989) avec Kane Hodder
- Vendredi 13 IX : Jason va en Enfer (Jason Goes to Hell: The Final Friday, Adam Marcus, 1992) avec Kane Hodder. Édité en DVD par Seven7, sorti le 23 septembre 2004.
- Vendredi 13 X : Jason X (Jason X, James Isaac, 2000) avec Kane Hodder. Édité en DVD par Seven7, sorti le 15 mai 2003.
- Freddy contre Jason (Freddy vs. Jason, Ronny Yu, 2003) avec Ken Kirzinger. Édité en DVD par Seven7, sorti le 22 février 2006.
- Vendredi 13 "Reboot" (Friday the 13th de Marcus Nispel, 2008) avec Derek Mears. Édité en DVD et Blu-ray par Paramount, sorti le 11 août 2009 avec bonus.

## Autres médias

### Comics
- Un comics sur Jason, intitulé Jason Vs Leatherface a été édité par Topps Comics en 1995.
- Une série de crossovers est sortie en 2 parties chez Dynamite, Wildstorm et DC Comics. Ce sont des suites du film Freddy vs Jason.
- Freddy vs Jason vs Ash (2007) en 6 volumes.
- Freddy vs Jason vs Ash: Nightmare Warriors (2009) en 6 volumes.

Ces derniers reprennent des personnages de Nightmare on elm street (Freddy Krueger), Friday the 13th (Jason Voorhees) et Evil dead (Ash Williams).

### Mangas
Les enquêtes de Kindaichi, tome 7 : L'assassin s'inspire largement de Jason, de par l'utilisation d'une machette et du masque de hockey. De plus, le lieu où se situe l'action est une forêt où se trouve un lac qui aura son importance dans l'histoire, les personnages qui sont destinés à mourir ont la phobie de l'eau tout comme Jason.
Dans le manga et anime Tokyo Ghoul, le personnage de Jason est une goule, à la taille et à la force colossale et se battant avec une clé à molette. Ce personnage, inspiré par Jason Voorhees porte un masque de hockeyeur lors de ses combats

### Série
- Il apparaît dans l'épisode Simpson Horror Show IX des Simpsons.
- Dans la série de 2012 des Tortues Ninja, les Tortues sont confrontées à un ennemi s'inspirant de Jason, baptisé le Barjo (The Creep) par Michelangelo. Par ailleurs, chacune des apparitions de ce dernier est accompagnée de la musique des films Vendredi 13.
- Une référence lui sera également faite dans La Ferme en folie, lors d'un épisode spécial Halloween. Le "tueur" sera alors nommé dans la série "Le Hockeyeur masqué".

### Jeux vidéo
- En 1985, un jeu vidéo appelé Friday the 13th a été édité par Domark pour la Commodore 64, ZX Spectrum (1986) et Amstrad CPC (1986).
- En 1988, un jeu vidéo d'action-aventure de Friday the 13th a été édité par LJN pour la console Nintendo Entertainment System. Le joueur incarne un moniteur et il doit vaincre Jason. Les magazines Nintendo Power et Game Informer considèrent ce jeu comme étant un des pires jeux vidéo de tous les temps.
- Jason est un personnage jouable dans le jeu "Terrordrome: Rise of the Boogeymen".
- Le héros de la série de beat them all "Splatterhouse", de Namco, dont le premier volet est sorti en 1988, a tout à fait l'apparence de Jason (grand baraqué, vêtements usés, masque de hockey), une rumeur dit que Namco voulait faire un jeu spécifiquement basé sur les films, mais n'ayant pas obtenu le droit d'exploiter la licence, Namco aurait quand-même gardé le visuel de Jason pour le héros de sa saga, mais modifié son nom (il se prénomme Rick). Mais Rick n'est pas méchant, il ne cherche qu'à sauver sa fiancée, en fait, il meurt dès le départ du jeu, mais est ressuscité par un mystérieux masque Aztèque, le "Terror Mask", qui ressemble à s'y méprendre à un masque de hockey, il part donc à la recherche de sa petite amie disparue au moment de sa mort.
- Il fait aussi une apparition dans le jeu Dead Island dans une cabane au fond d'une forêt.
- Un costume très probablement inspiré par Jason Voorhees, est utilisable dans le jeu GTA Liberty City Stories.
- Jason est un personnage jouable en DLC dans Mortal Kombat X.
- Friday The 13Th The Game, sorti en 2017.
- Friday the 13th: Killer Puzzle sorti en 2018.
- Jason est un personnage jouable dans MultiVersus
- En octobre 2024, un joueur de Geometry Dash, Grax a utilisé ce personnage dans le cadre d'un concours de création de niveau (le NCS Gauntlet Creator Contest) pour son niveau Ber Zer Ker[1]. On le retrouve entre 70% et 72%

### Musique
- LFO, groupe de musique électronique britannique, rend un hommage au personnage avec son titre éponyme, disponible sur l'album Advance sorti en 1996.
- Alice Cooper, un compositeur de hard rock, a écrit une chanson intitulée « He's Back (The Man Behind the Mask) »sur l'album Constrictor, où Jason fait apparition plus d'une fois.
- Le producteur de musique électronique Figure a réalisé de nombreux morceaux en s'inspirant des films de la saga Vendredi 13. Se référer aux albums Monsters Vol. 1, Monsters Vol. 2, Monsters Vol. 3, Monsters Vol. 4.
- Le rappeur d’Atlanta 21 Savage s'inspire beaucoup du personnage de Jason dans son style (T-shirt et bijoux de valeurs à son effigie, style musical faisant référence au meurtre) et notamment sur la pochette de sa mixtape Slaugther King où il arbore le masque de Jason.
- Au début des années 2000, le rappeur Eminem apparaissait souvent avec un masque de Jason lors de ses concerts et le mentionne aussi dans plusieurs de ses chansons.
- The Misfits, groupe de punk rock américain, sort en 2016, un EP intitulé Friday the 13th.
- En 2018, le groupe Ice Nine Kills sort une chanson nommée « Thank God It's Friday » dans son album The Silver Scream (en). La chanson fait directement référence a l'histoire de Jason et la "Curse of Crystal Lake".
- Le rappeur lyonnais menace Santana, qui s'est fait connaître en 2020 grâce à son style musical proche de l'horrorcore, apparaît toujours avec un masque faisant référence à Jason. Il sortit aussi deux sons avec comme noms vendredi13aout2021 et vendredi13mai2022.

Parcs d'attractions
- Le personnage final de l'attraction "La Maison de la Peur", ouverte durant la saison automnale au Parc Astérix, est appelé Jason par les équipes artistiques[2]. Cependant, ce personnage est une copie conforme de Leatherface du film Massacre à la tronçonneuse

## His name was Jason
- L'éditeur Emylia Aventi Distribution a sorti le 15 avril 2010 : His name was Jason: les 30 ans de Vendredi 13  (présenté par Tom Savini).
- 2 DVD, 1 Blu-Ray. L'éditeur annonce un documentaire d'une heure et demie en haute définition, et plus de 4 heures de bonus, retraçant les 30 années de carrière de Jason Voorhees.
- Le double DVD + le simple Blu-Ray sera proposé avec, en audio : français et anglais, et sous-titres français.